# 科瓦雷

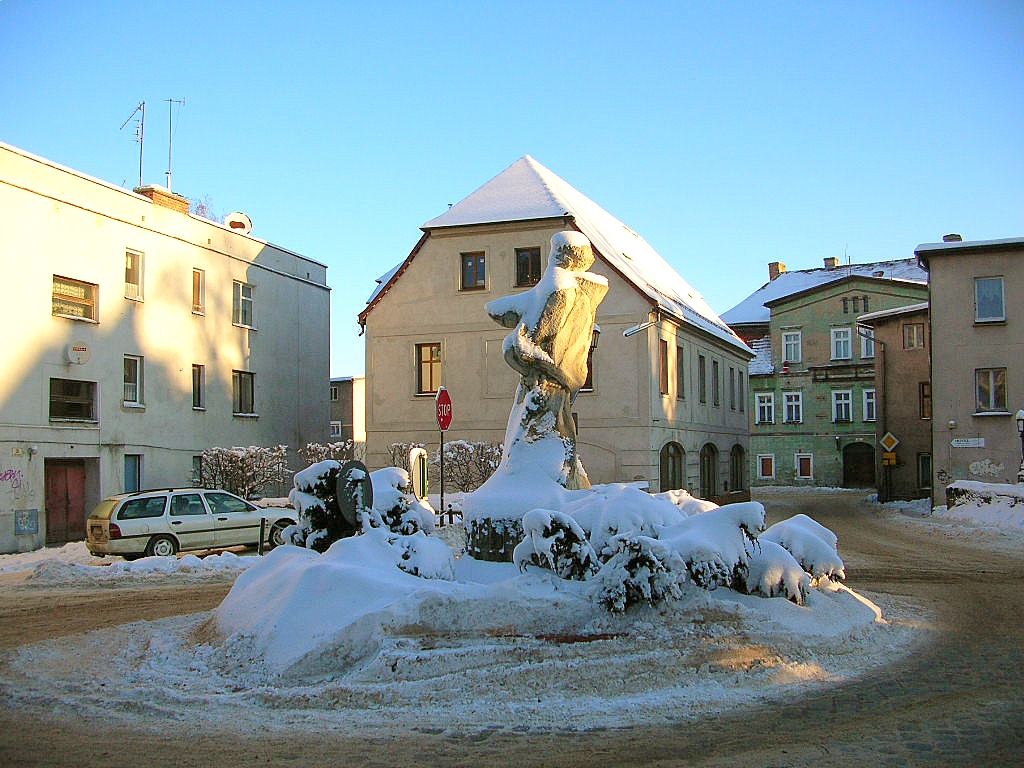

科瓦雷（德語：Schmiedeberg im Riesengebirge ），是波蘭西里西亞省的城鎮，位於該國西南部，距離首府弗罗茨瓦夫93公里，毗鄰與捷克接壤的邊境，由下西里西亞省負責管轄，面積37.39平方公里，2006年人口11,824。

## 外部連結
- Official town website （页面存档备份，存于）
- Jewish Community in Kowary （页面存档备份，存于） on Virtual Shtetl

50°47′30″N 15°50′00″E / 50.79167°N 15.83333°E